# Kołacin (województwo wielkopolskie)

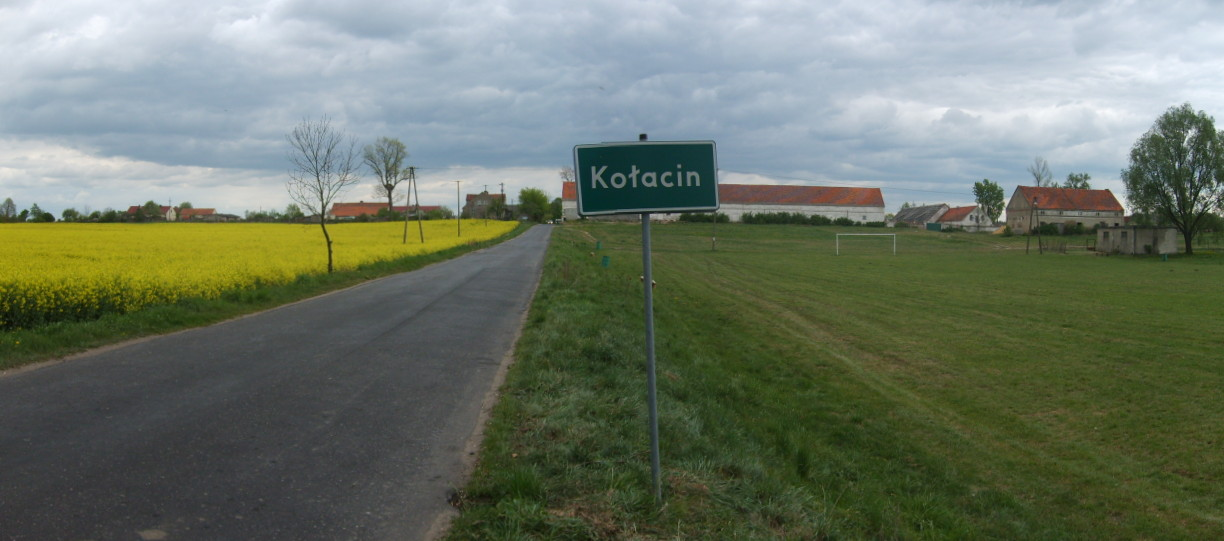
Tablica przy wjeździe do wsi

Kołacin – wieś w Polsce położona w województwie wielkopolskim, w powiecie śremskim, w gminie Książ Wielkopolski.
Wieś szlachecka Kolaczino położona była w 1580 roku w powiecie kościańskim województwa poznańskiego. W latach 1975–1998 miejscowość administracyjnie należała do województwa poznańskiego.
Wieś położona 6 km na południowy wschód od Książa Wielkopolskiego przy drodze powiatowej nr 4086 z Mchów do Chwałkowa Kościelnego.